# Yeats-Gletscher
Der Yeats-Gletscher ist ein 13 km langer Gletscher in der antarktischen Ross Dependency. Im Königin-Maud-Gebirge fließt er von der Nordseite des Mount Finley in westlicher Richtung zum Shackleton-Gletscher, den er nördlich des westlichen Ausläufers des Lockhart Ridge erreicht.
Der US-amerikanische Geologe Franklin Alton Wade (1903–1978), Leiter der von 1962 bis 1963 und von 1964 bis 1965 durchgeführten Expeditionen der Texas Tech University zum Shackleton-Gletscher, benannte ihn nach Vestal L. Yeats (1919–2017), der an beiden Expeditionen teilgenommen hatte.